# Barbarella (film)
Barbarella este un film SF o coproducție franceză-italiană din 1968 regizat de Roger Vadim după benzi desenate omonime de Jean-Claude Forest. Este produs de Dino De Laurentiis. Rolurile principale au fost interpretate de actorii Jane Fonda, Ugo Tognazzi și  Anita Pallenberg. A devenit un film idol.

## Prezentare
În anul 40000, lumea trăiește o epocă de pace și iubire în care armele sunt învechite și oamenii fac dragoste cu ajutorul unor pastile de „exaltare transferențială”. Aventuriera Barbarella este trimisă de către președintele Pământului într-o misiune de găsire a omului de știință Durand Durand. Acesta a inventat o armă distructivă, Pozitronul. Durand a dispărut în regiunea Tau Ceti câțiva ani mai devreme.
Barbarella se prăbușește cu nava sa spațială pe a 16-a planetă a sistemului Tau Ceti și este atacată de păpuși ucigașe purtate de două fetițe urâte și crude, Stomoxya și Glossina, care sunt nepoatele Reginei Negre din Sogo, orașul răului. Barbarella este salvată de Mark Hand, un fel de vânător, care a decis să trăiască departe de oraș și de păcatele sale. Ca recompensă, cei doi fac dragoste într-un mod „primitiv” (nu folosesc pastile).
Ca urmare a unui nou accident, aventuriera se întâlnește cu sclavii prizonieri din Sogo. Apoi ajunge în vizuina Reginei, cu ajutorul unui înger orb Pygar, care a învățat să zboare după ce face dragoste cu ea. În Sogo, orașul în care un nou păcat este inventat la fiecare oră, Barbarella îl găsește pe Durand Durand, care a ajuns un slujitor al reginei.  Durand este pe cale de a cuceri lumea cu un dispozitiv malefic pe care l-a inventat.  La rândul său, Regina Neagră are o plăcere în a face rău. Ea o lasă pe Barbarella în mâinile lui Durand Durand, care o pune într-o mașină care ar trebui s-o ucidă prin plăcere orgasmică. Barbarella scapă fără prea mult daune spre întristarea omului de știință nebun.
Sclavii de pe Sogo se revoltă, dar Durand Durand folosește Pozitronul său pentru a-i supune. Barbarella o convinge în cele din urmă pe regină să i se alăture în luptă. Durand Durand este ucis de magma care a înconjurat orașul și în cele din urmă a devorat totul. Barbarella și Regina au reușit să scape cu ajutorul îngerului Pygar.

## Distribuție
- Jane Fonda ca Barbarella
- Ugo Tognazzi ca Mark Hand
- Anita Pallenberg (dublat de Joan Greenwood) ca The Great Tyrant, Regina Neagră din Sogo
- Milo O'Shea ca Durand Durand / Concierge
- Marcel Marceau ca Profesor Ping
- Claude Dauphin ca Președintele Pământului Dianthus
- David Hemmings ca Dildano
- John Phillip Law ca Pygar, un înger
- Fabienne Fabre ca trei femei
- Diane Bond, extra (last known movie part)[8]

## Producție
Filmările au început la 15 aprilie 1967. Cheltuielile de producție s-au ridicat la 9 milioane $.

## Primire
În SUA, filmul a fost primit negativ de critici și a fost un eșec la box office. Cu toate astea a devenit un film idol cu trecerea timpului.  Pe Rotten Tomatoes  73% din cei 44 de critici au dat filmului recenzii pozitive, ratingul mediul al filmului fiind de 6.3/10.